# Meiberg (Curaçao)
Meiberg – miejscowość (plaats) w dystrykcie Bandabou, w kraju autonomicznym Curaçao, należącym do Holandii, w Ameryce Południowej. 20 października 2023 r. była niezamieszkana.